# Milan De Clercq
Milan De Clercq (5 juni 2001) is een Belgisch basketballer.

## Carrière
De Clercq speelde in de jeugd van BBC Falco Gent en maakte ook voor die ploeg zijn debuut. Hij speelde in het seizoen 2021/22 bij Kangoeroes Mechelen waar hij zijn debuut maakte in de BNXT League en op dubbele licentie bij Guco Lier. Maar door een blessure speelde hij niet veel bij Mechelen of Lier. Na een seizoen keerde hij terug naar BBC Falco Gent. In 2023 verliet hij Falco Gent en trok naar BJM-Gembas Knesselare waar hij een seizoen speelde. In de zomer van 2024 maakte hij de overstap naar Gent-Oost Eagles.